# Ghiacciaio Chugunov
Il ghiacciaio Chugunov è un ghiacciaio lungo circa 30 km situato sulla costa di Oates, nella regione nord-occidentale della Dipendenza di Ross, in Antartide. In particolare, il ghiacciaio, il cui punto più alto si trova a circa 1700 m s.l.m., ha origine nel versante orientale della dorsale degli Esploratori, nella parte settentrionale dei monti Bowers, e da qui fluisce dapprima verso est, scorrendo quasi parallelamente al ghiacciaio Astakhov, sito in una valle contigua a quella del Chugunov, per poi deviare verso nord e gettarsi, dopo aver formato una vasta pianura di crepacci, nella baia Ob'.

## Storia
Il ghiacciaio Chugunov è stato mappato per la prima volta grazie a fotografie scattate dalla spedizione antartica sovietica svoltasi nel 1958 e così battezzato in onore di N. A. Chugunov, aerologo sovietico che prese parte alla sopraccitata spedizione trovandovi la morte.